# Rietz
Rietz è un comune austriaco di 2 208 abitanti nel distretto di Imst, in Tirolo; è situato a circa 30 chilometri a est della città di Imst. A sud di Rietz sorgono alte montagne; la maggiore è il Rietzer Grießkogel (2 884 m s.l.m.).

## Monumenti e luoghi d'interesse
- Chiesa di San Valentino (Pfarrkirche heilige Valentin)
- Chiesa della Santa Croce (Filialkirche heilige Kreuz)
- Chiesa di Sant'Antonio (Wallfahrtskirche heilige Antonius von Padua)